# Les Demoiselles de Beaumoreau
Les Demoiselles de Beaumoreau est un roman de Marguerite Gurgand publié le 14 janvier 1981 aux éditions Mazarine et ayant obtenu le Prix du Livre Inter la même année.

## Éditions
- Les Demoiselles de Beaumoreau, éditions Mazarine, 1981  (ISBN 2-86374-053-9)